# Rezydencja metropolitów Bukowiny i Dalmacji

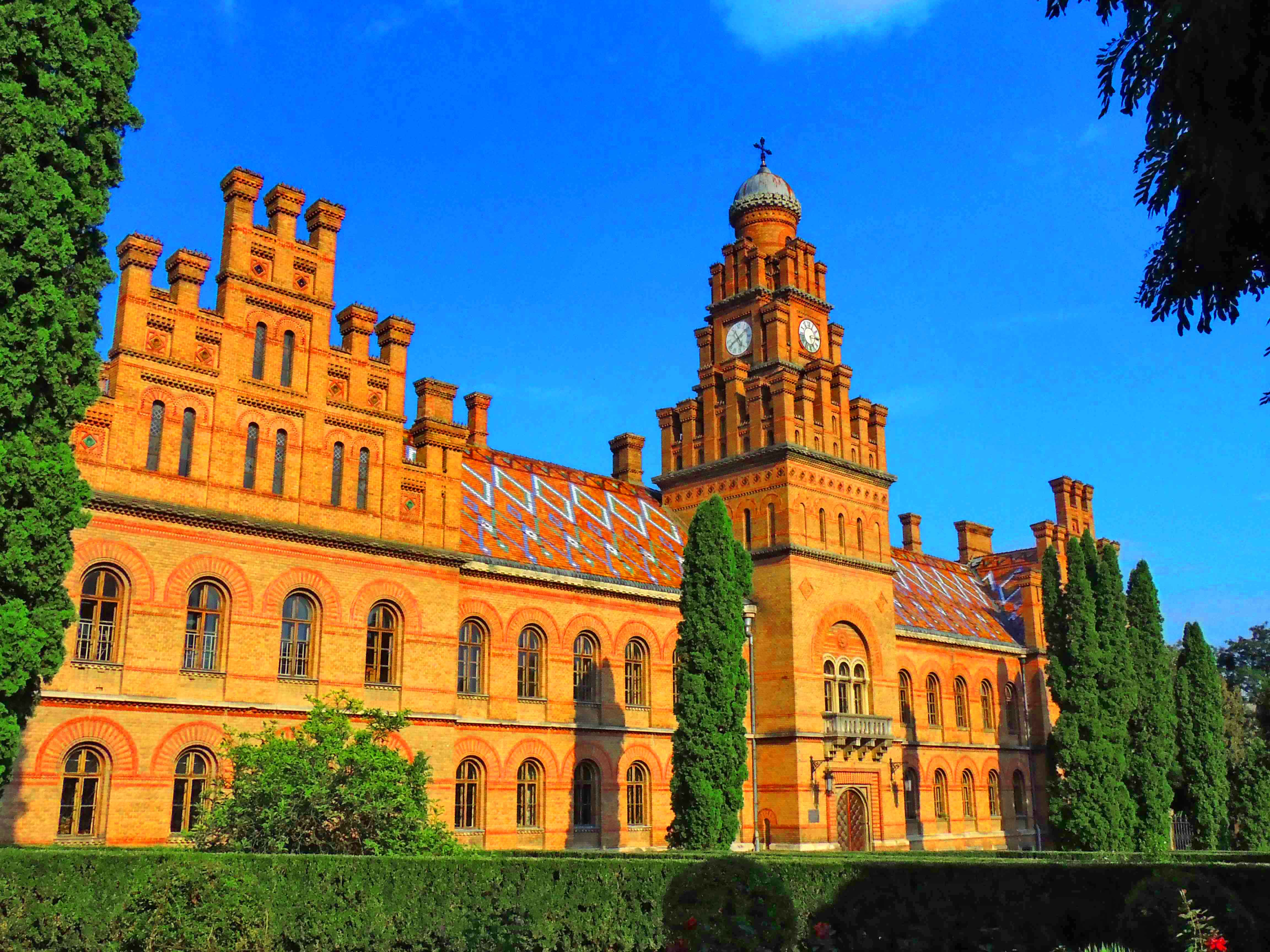
Skrzydło lewe, tzw. monasterskie, mieszczące szkołę psalmistów, muzeum, pokoje gościnne

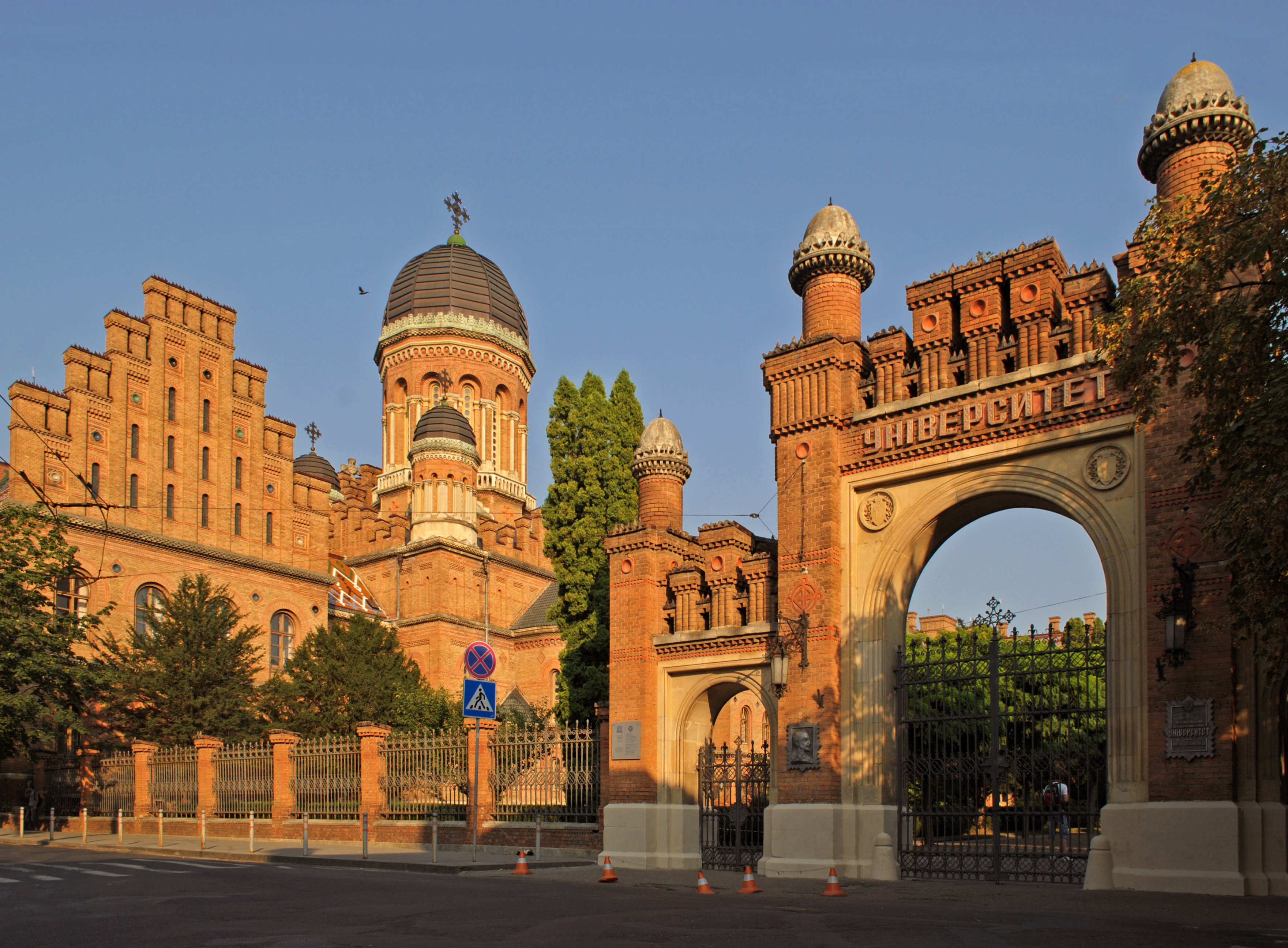
Brama wjazdowa i prawe skrzydło z seminarium i cerkwią Trzech Świętych Hierarchów

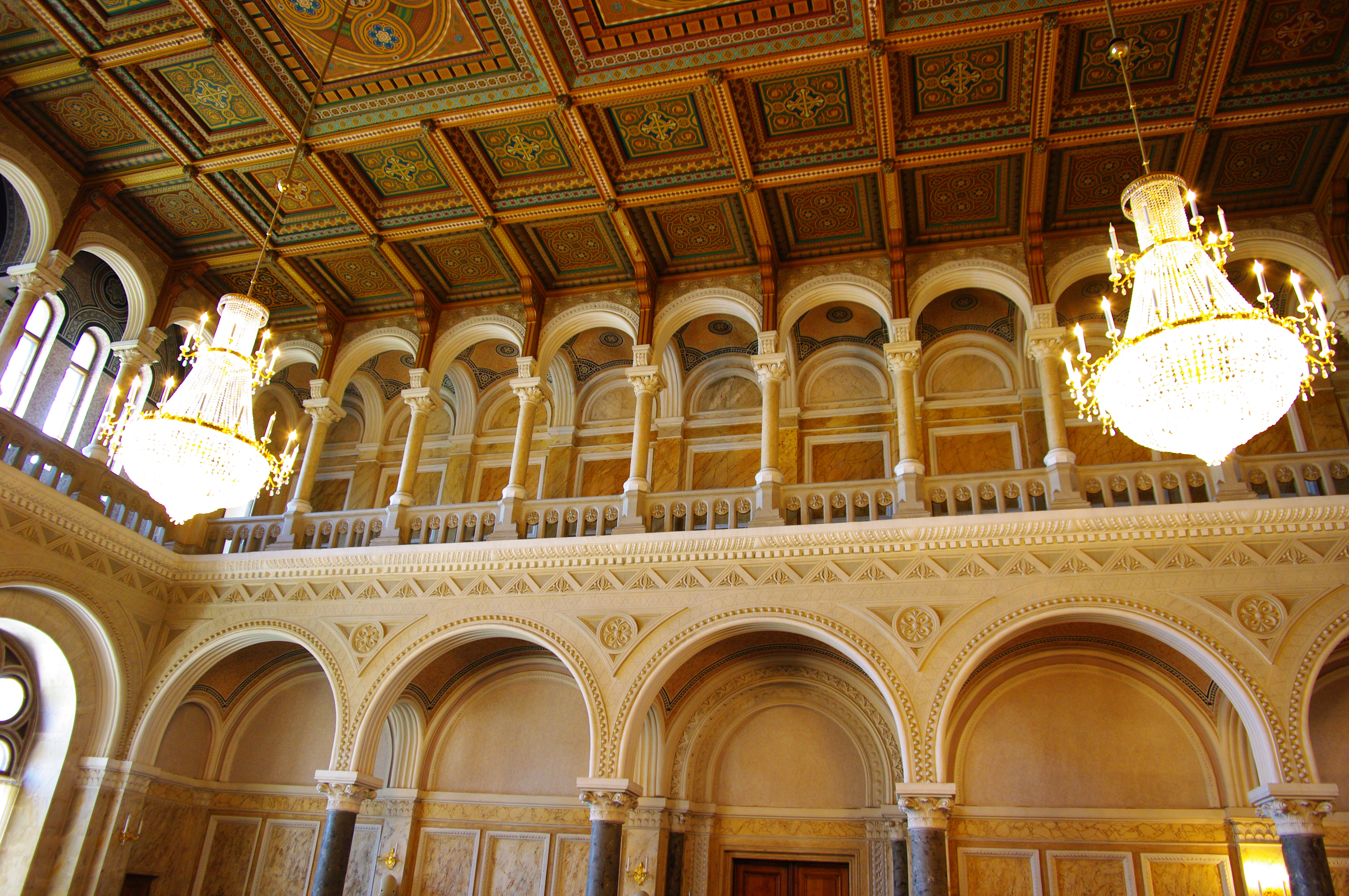
Sala Marmurowa, dawna Synodalna

Gmach rezydencji metropolitów Bukowiny i Dalmacji w Czerniowcach – dawna siedziba prawosławnych metropolitów Bukowiny i Dalmacji, jak również prawosławnego seminarium duchownego w Czerniowcach, zabytek architektury XIX-wiecznego historycyzmu wpisany na Listę Światowego Dziedzictwa UNESCO. Od 1955 siedziba uniwersytetu.

## Historia
Kompleks rezydencji i seminarium duchownego został wzniesiony w latach 1864–1882 na miejscu poprzedniego domu metropolitalnego, dzięki staraniom metropolity Bukowiny i Dalmacji Eugeniusza. On też w 1864 położył kamień węgielny pod budowę obiektu. Autorem projektu budowli był czeski architekt, akademik architektury Josef Hlávka. W 1867 rozpoczęto budowę prawego skrzydła kompleksu z seminarium duchownym i cerkwią Trzech Świętych Hierarchów, ukończoną w 1870. W latach 1877–1880 wnętrze budynku było dekorowane przez wiedeńskiego malarza Carla Jobsta oraz miejscowego artystę Buczewskiego. W związku z faktem, że w 1871 stan zdrowia Hlavki poważnie się pogorszył, prace przy rezydencji ukończyli jego współpracownik Reinecke oraz polski architekt Feliks Księżarski. W 1880 ukończono prace przy ikonostasach w cerkwi Trzech Świętych Hierarchów oraz w prywatnej kaplicy metropolitów. Dwa lata później metropolita Bukowiny Sylwester wyświęcił cerkiew Trzech Świętych Hierarchów oraz domową cerkiew metropolitów. Obiekt wzniesiono w całości z materiałów dostępnych na terenie Bukowiny, analogicznie postąpiono przy dekoracji wnętrz. Użyto w tym celu drewna z lasów należących do metropolii oraz pozyskiwanego na miejscu kamienia, w tym alabastru.
W 1945 rezydencja otrzymała status zabytku, zaś od 1955 swoją siedzibę ma w niej Czerniowiecki Uniwersytet Państwowy im. Jurija Fedkowycza (od 1991 – Narodowy). W okresie radzieckim cerkiew Trzech Świętych Hierarchów była nieczynna, jednak pracownikom uniwersytetu w Czerniowcach udało się uratować przed zniszczeniem pierwotną dekorację malarską i ikonostas świątyni. Po 1991 budowlę przywrócono do użytku liturgicznego.

## Architektura
Rezydencja metropolitów Bukowiny i Dalmacji wzniesiona została w eklektycznym stylu łączącym przede wszystkim elementy neobizantyjskie i neoromańskie. W architekturze budowli wskazywane są również elementy architektury mauretańskiej, jako inspirację dla wyglądu rezydencji wskazuje się Alhambrę. Wielość stylów według UNESCO jest równocześnie obrazem siły kulturalnego oddziaływania Cerkwi prawosławnej w Austro-Węgrzech oraz panującej w tym kraju tolerancji religijnej, pokazuje tożsamość Cerkwi w państwie Habsburgów.
Kompleks rezydencji składa się z trzech części. W korpusie głównym rozmieszczone były pokoje i kancelaria metropolity, kancelaria konsystorza oraz obszerne sale przeznaczone na posiedzenia duchowieństwa metropolii Bukowiny i do przyjmowania gości. Jedną z nich jest Sala Marmurowa (dawniej Synodalna) otoczona kolumnową galerią i wyłożona marmurem. Na ścianach sali znajdowały się freski przedstawiające postacie i sceny związane z prawosławiem i jego obecnością na Bukowinie, jak również galeria portretów prawosławnych metropolitów Bukowiny i Dalmacji. Nie wszystkie freski przetrwały; wiele z nich uległo zniszczeniu podczas pożaru w 1942. W sali znajduje się wielki żyrandol ze 120 świecami i cztery mniejsze z 32 świecami każdy. W niezmienionej postaci zachowała się natomiast Sala Czerwona, dawniej przeznaczona na posiedzenia Synodu eparchii. Częścią głównego korpusu rezydencji jest również prywatna cerkiew metropolity, nosząca wezwanie św. Jana Suczawskiego.
Prawe skrzydło rezydencji metropolity mieścił seminarium duchowne oraz Wydział Teologiczny Uniwersytetu w Czerniowcach z neobizantyjską, pięciokopułową cerkwią Trzech Świętych Hierarchów. Ryzality seminarium zwieńczone są szczytami schodkowymi. We wnętrzu cerkwi znajdują się malowidła przedstawiające Narodzenie Pańskie, Zmartwychwstanie Pańskie i Zstąpienie Świętego Ducha oraz wizerunku Ewangelistów.
W lewym skrzydle rezydencji mieściły się szkoła psalmistów, muzeum metropolitalne, pokoje gościnne, a od 1929 fabryka świec. Ta część budynku potocznie nazywana była „Monasterem”, gdyż twórcy budowli pierwotnie zakładali, że zamieszkają w niej mnisi służący przy metropolicie Bukowiny oraz duchowieństwo katedralnego soboru Zstąpienia Ducha Świętego w Czerniowcach. Na ich potrzeby urządzono kaplicę św. Jana Chrzciciela. Tutaj również działała pierwsza na Bukowinie drukarnia rumuńska założona przez metropolitę Sylwestra.